# 马鲁斯的克拉特斯
马鲁斯的克拉特斯，约活动于前2世纪前后。古希腊学者之一，帕伽馬圖書館的首任馆长。他的作品包括对赫西俄德、荷马、欧里庇得斯、阿里斯托芬的评论。他曾于公元前168年作为帕加马的使者前往罗马访问，尽管他在罗马城不幸腿部骨折，却为罗马学者留下了深刻的印象。，他還以建造已知最早的地球儀而聞名。

## 克拉特斯地球儀
根據史特拉波的记载，克拉特斯設計了一顆地球儀來表示地球，這是已知最早的地球儀。

克拉特斯根據五個氣候帶的理論，認為熱帶地區被海洋所佔據，以類推的方法可以想像生活在熱帶以外的人們是如何生活：

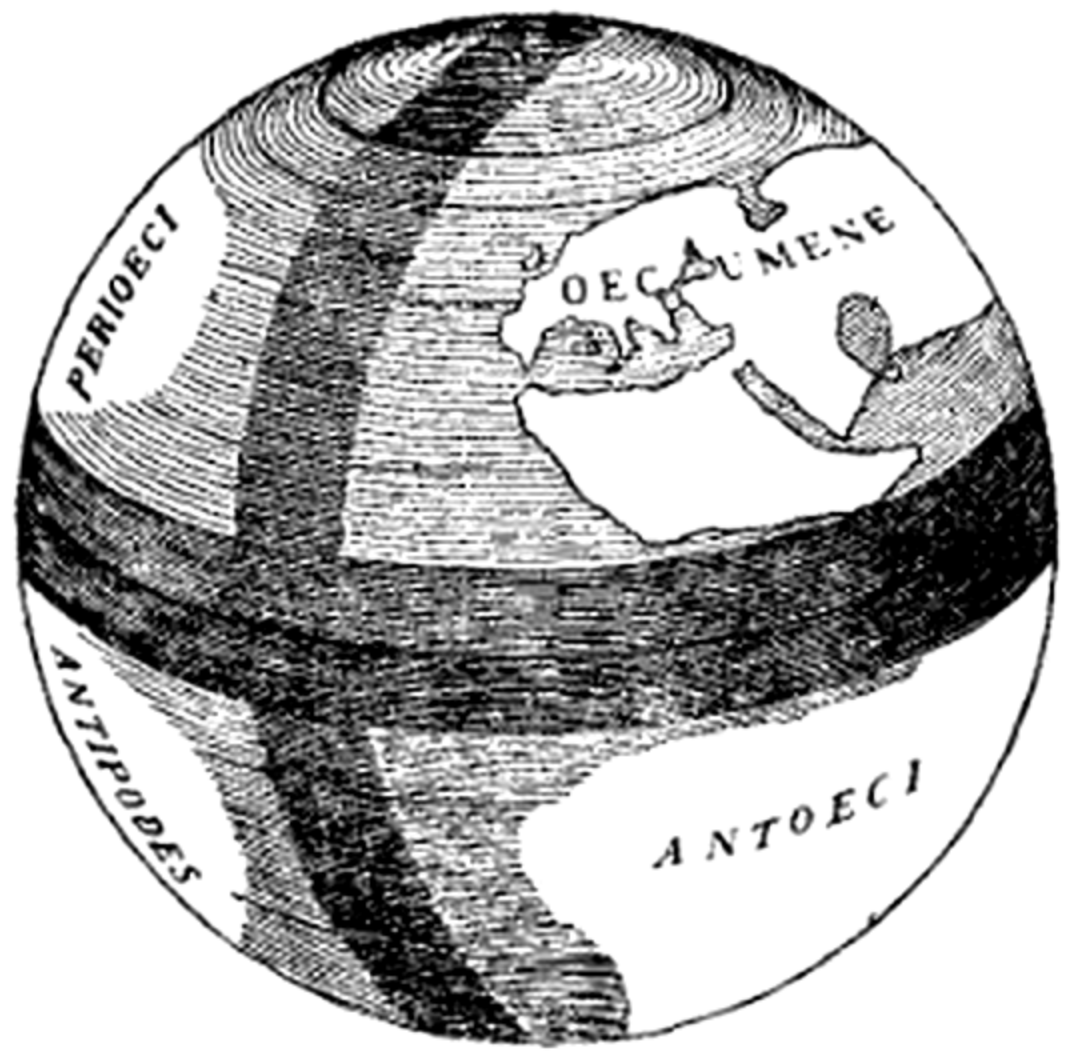
20世紀藝術家想像的克拉特斯地球儀（公元前150年）。

克拉特斯依照純粹的數學論證形式說道，熱帶被歐開諾斯「佔據」，在這個地帶的兩側都是溫帶，一側在我們這邊，另一側在對面。現在，正如我們這一邊的衣索比亞人，他們在有人居住的土地上面向南方，被稱為一群最偏遠的人，因為他們居住在歐開諾斯的岸邊，克拉特斯認為，我們必須設想，在歐開諾斯的另一邊也有衣索比亞人，他們是在那個溫帶地區最偏遠的一群人，也居住在歐開諾斯旁；衣索比亞人被分成兩群，被歐開諾斯「一分為二」。
這顆古典的地球畫出了已知的世界，即「Oecumene」（意指有人居住的世界，當時指的是歐洲、北非和亞洲），以及其他三塊大陸，分別標為「Perioeci」、「Antipodes」和「Antioeci」。可以說克拉特斯所謂的Perioeci和Antipodes是存在的，大致上分別對應於北美和南美，但Antioeci，也就是未知的南方大陸（Terra Australis），並不存在，只有一些碎塊陸地（澳大拉西亞和南非）。事實上，地球周圍確實有一個水環，但在南緯60度而非赤道。

## 扩展阅读
- 本条目包含来自公有领域出版物的文本: Chisholm, Hugh (编).  (第11版). London: Cambridge University Press. 1911.